# Augerville-la-Rivière
Augerville-la-Rivière là một xã trong tỉnh Loiret, vùng Centre-Val de Loire bắc trung bộ nước Pháp. Xã này nằm ở khu vực có độ cao từ 72-120 mét trên mực nước biển.